# Incitation au suicide
Si vous avez des pensées suicidaires, il existe dans chaque pays des associations ou organismes d'écoute et d'aide, que vous pouvez contacter par téléphone (généralement 24/24 h, 7/7 jours, de manière anonyme). En France : 3114 ; en Belgique : 0800 32 123 ; en Suisse : 143 ; au Québec : 1-866-APPELLE (1-866-277-3553). En cas d'urgence absolue, contactez par téléphone les services de secours (police, pompiers…) de votre pays.

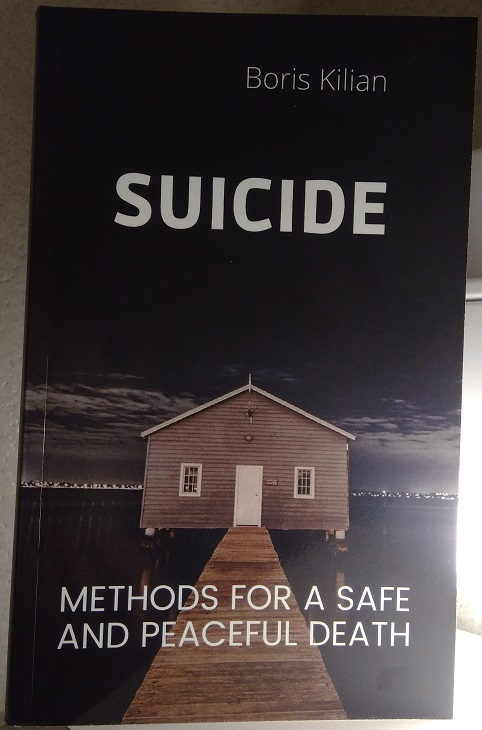
Un livre sur les méthodes de suicides pacifiques.

L'incitation ou provocation au suicide réfère aux comportements qui peuvent conduire, directement ou indirectement, au suicide d'une tierce personne et qui sont punis par la loi dans certains pays,,,.

## Droit par pays

### Droit canadien
Le Code criminel contient une infraction le fait de conseiller le suicide ou d'y aider à l'art. 241 (1) C.cr. : 

« 241 (1) Est coupable d’un acte criminel et passible d’un emprisonnement maximal de quatorze ans quiconque, que le suicide s’ensuive ou non, selon le cas :

a) conseille à une personne de se donner la mort ou l’encourage à se donner la mort;
b) aide quelqu’un à se donner la mort. »

Les paragraphes suivants de cette disposition énoncent toutefois une exception pour le personnel médical qui respecte les conditions de l'aide médicale à mourir.

### Droit français
- Dans le code pénal français :
- Section 6 : De la provocation au suicide.
  - Article 223-13 : Le fait de provoquer au suicide d'autrui est puni de trois ans d'emprisonnement et de 45 000 euros d'amende lorsque la provocation a été suivie du suicide ou d'une tentative de suicide. Les peines sont portées à cinq ans d'emprisonnement et à 75 000 euros d'amende lorsque la victime de l'infraction définie à l'alinéa précédent est un mineur de quinze ans.
  - Article 223-14 modifié par ordonnance n°2000-916 du 19 septembre 2000 - art. 3 (V) JORF 22 septembre 2000 en vigueur le 1er janvier 2002 : La propagande ou la publicité, quel qu'en soit le mode, en faveur de produits, d'objets ou de méthodes préconisés comme moyens de se donner la mort est punie de trois ans d'emprisonnement et de 45 000 euros d'amende.
  - Article 223-15 : Lorsque les délits prévus par les articles 223-13 et 223-14 sont commis par la voie de la presse écrite ou audiovisuelle, les dispositions particulières des lois qui régissent ces matières sont applicables en ce qui concerne la détermination des personnes responsables.
  - Article 223-15-1 modifié par LOI n°2009-526 du 12 mai 2009 - art. 124 : Les personnes morales déclarées responsables pénalement, dans les conditions prévues par l'article 121-2, des infractions définies à la présente section encourent, outre l'amende suivant les modalités prévues par l'article 131-38.

## Dans l'histoire
- Quintus Lutatius Catulus (consul en -102)
- Matsunaga Hisahide
- Mithridate VI
- Gusoyn

## Dans la culture populaire

### Littérature
- Le Juif Süss
- Thèmes récurrents du romantisme
- Le Meurtre de Roger Ackroyd
- Confession de minuit
- L'Attentat
- Le Client
- Nostromo
- Denethor

### Cinéma
- Le Retour du docteur Mabuse
- Les Bons Débarras
- Sils Maria
- Phénomènes

### Opéra
- Dorilla in Tempe

### Télévision
- Les Révoltés du Bunny
- La Force
- Barbara Lefebvre[6],[7]

### Bande dessinée
- Le Prince des ténèbres